# エンリケ・ベラ (プロレスラー)
エンリケ・ベラ・ロドリゲス（Enrique Vera Rodriguez、1948年10月21日 - ）は、メキシコのプロレスラー。ハリスコ州グアダラハラ出身。
素顔の重量級リンピオとして活躍した。実弟がザ・キラーことホセ・ルイス・ペレス・ロドリゲス（ルイス・ベラ）、実の子にエル・イホ・デル・エンリケ・ベラ。

## 来歴
地元グアダラハラのディアブロ・ベラスコのジムでトレーニングを積み、1968年2月24日に同地でデビュー。地元でオクシデンテ・ライトヘビー級王座を奪取（年代、相手不明）した後、メキシコシティに進出。
1972年6月18日、ラウル・マタを破りナショナル・ライトヘビー級王座を獲得。1973年10月26日にはメキシコシティでアンヘル・ブランコからナショナル・ヘビー級王座を奪取した。
1977年3月、新日本プロレスにベラ・ロドリゲスのリングネームで初来日し、『第4回ワールドリーグ戦』に出場。坂口征二、吉田光雄、マスクド・スーパースター、ニコリ・ボルコフ、ロベルト・ソト、トニー・チャールズらと対戦したが、リーグ戦を棄権したジョニー・パワーズからの不戦勝以外は全敗の戦績に終わった。
アメリカのNWA圏にも出場しており、1978年11月23日にはカリフォルニア州サクラメントにてロン・スターと組み、エド・ウィスコスキー&バディ・ローズからサンフランシスコ版のNWA世界タッグ王座を奪取している。
1983年5月、エンリケ・ベラとして新日本プロレスに再来日。『IWGP決勝リーグ戦』に中南米代表でカネックと共に出場し、アントニオ猪木、アンドレ・ザ・ジャイアント、ハルク・ホーガン、ビッグ・ジョン・スタッド、キラー・カーン、ラッシャー木村、前田日明とも対戦したが、今回も勝ち星は負傷帰国したオットー・ワンツからの不戦勝のみで結果を残せなかった。
その後、1983年10月23日にカネック&ドス・カラスとのトリプル・スレット・マッチを制しUWA世界ヘビー級王座を獲得。同年にはUWA世界ジュニアヘビー級王座にも戴冠している。
1985年5月には新日本プロレスに3度目の来日。シングルマッチではザ・コブラ、スーパー・ストロング・マシーン、ヒロ斎藤らと対戦し、若手時代の武藤敬司からは勝利を収めた。その後はWWAにてWWA世界ライトヘビー級王座を獲得した。
2010年12月23日に引退。

## 得意技
- Quebradora del Leon[1]
- Enredadera[1]

## 獲得タイトル
EMLL / CBLL
- ナショナル・ヘビー級王座：2回[6]
- ナショナル・ライトヘビー級王座：1回[5]

NWA
- NWA世界タッグ王座（サンフランシスコ版）：1回（w / ロン・スター）[9]

LLI
- UWA世界ヘビー級王座：1回[11]
- UWA世界ジュニアヘビー級王座：3回[12]

WWA
- WWA世界ライトヘビー級王座：1回[14]

その他
- オクシデンテ・ライトヘビー級王座：1回[2]